# Ludvigsberg
Ej att förväxla med Ludvigsbergs herrgård, Muskö

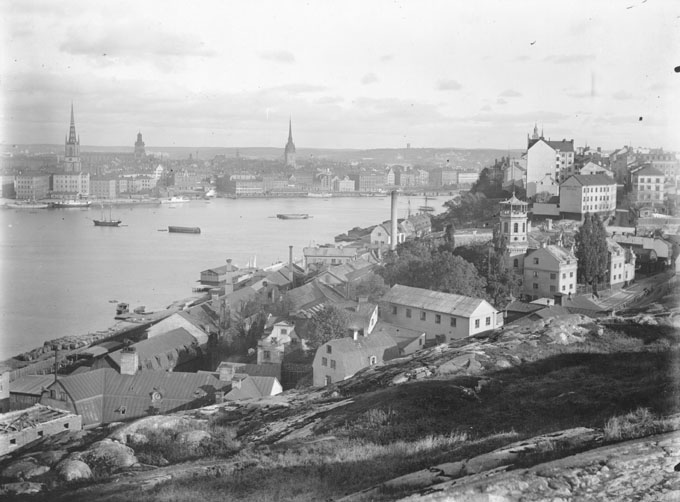
Ludvigsbergsområdet, 1800-talet.

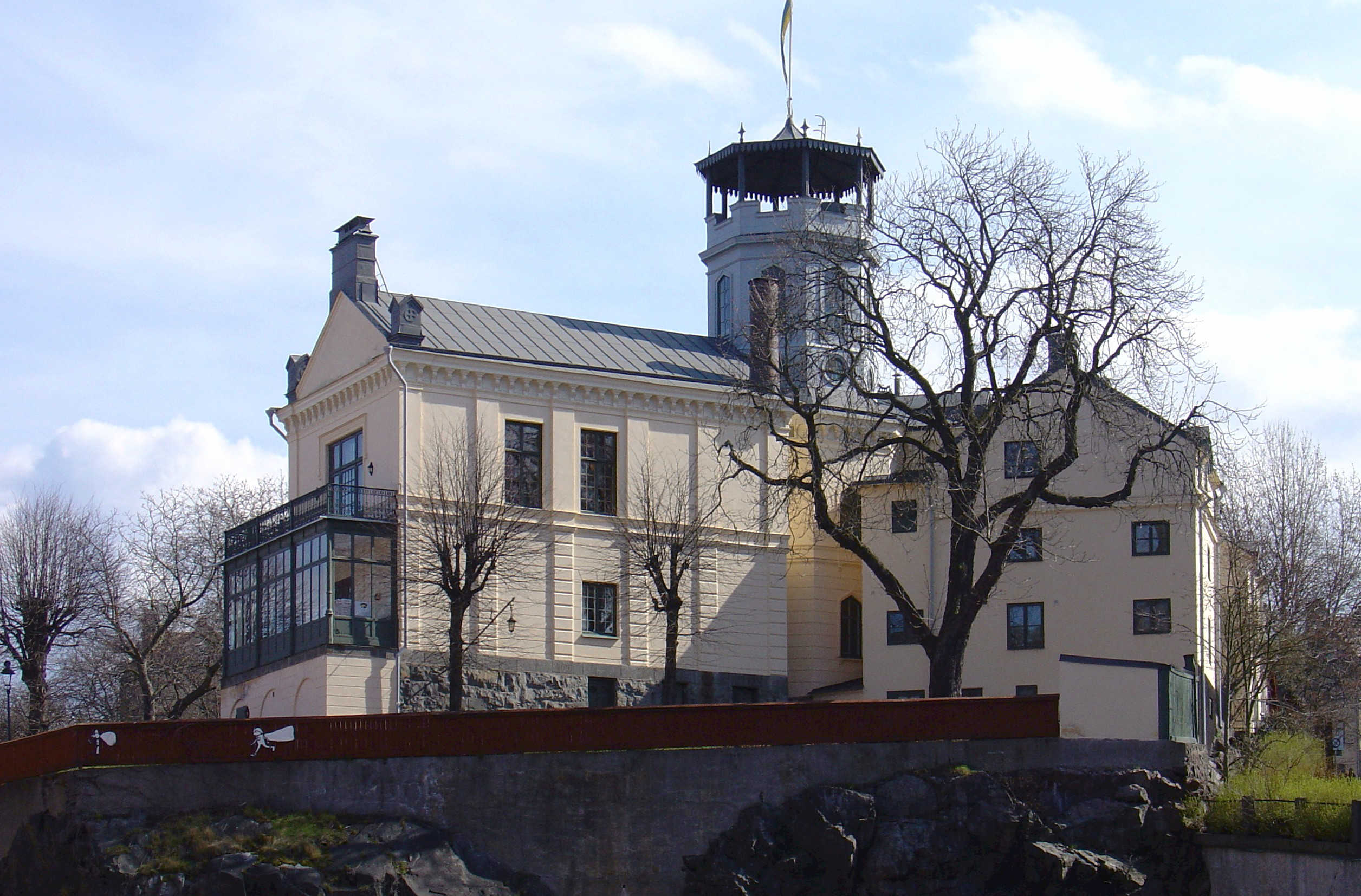
Villa Ludvigsberg från 1859-60

Ludvigsberg var en egendom och en mekanisk verkstad vid Duvogränd ovanför Skinnarviken på Södermalm i Stockholm.

## Historik
På denna plats, vid Skinnarviksbergets östra sida, fanns från 1700-talets början och fram till 1840-talet en väderkvarn, kallad "Skinnarviks kvarn" eller "Mårten Sommes kvarn", som gav upphov till kvartersnamnet Sommens kvarn större. Namnet syftar på kvarnägaren Mårten Sohm, som var en tysk bagare.
Från 1826 till 1861 innehade släkten Lamm den intilliggande malmgården Heleneborg vid Pålsundet. Aron Levi Lamm ägnade sig åt väveri, kattunstryckeri och kemiskt blekeri på Heleneborg och denna verksamhet utökades senare av brodern Salomon Ludvig Lamm med vaxdukstillverkning, klädfärgning och ljustillverkning, för vilka han för övrigt fick pris vid Stockholmsutställningen 1847. Salomon Ludvig Lamm drev också varvs- och rederirörelse på Långholmen.
Salomon Ludvig inköpte 1843 åt sonen Jacques Lamm ett tomtområde vid Duvogränd ner mot Skinnarviken, säljare var Allmänna Änke- och Pupillkassan i Sverige. Där anlade Jacques Lamm Ludvigsbergs mekaniska verkstad (uppkallat efter fadern), som blev mycket framgångsrikt och var ett av Stockholms ledande industriföretag under den senare delen av 1800-talet. Det intilliggande Münchenbryggeriet köpte in området 1904, men två fabrikshus från 1855-1856 finns kvar i korsningen Söder Mälarstrand och Torkel Knutssonsgatan och den magnifika chefsvillan (”Villa Ludvigsberg” byggd 1859-1860) återfinns idag i backen ovanför Münchenbryggeriet.